# Abbaye de Toussaint (Châlons-en-Champagne)
L'abbaye de Toussaint (ou Toussaints) est une ancienne abbaye dont les bâtiments actuels datent du XVIe siècle. C'est actuellement une propriété privée.

## Localisation
Elle se trouve à Châlons-en-Champagne entre la place de l’École-des-Arts-et -Métiers et le quai des Gadz'Arts.

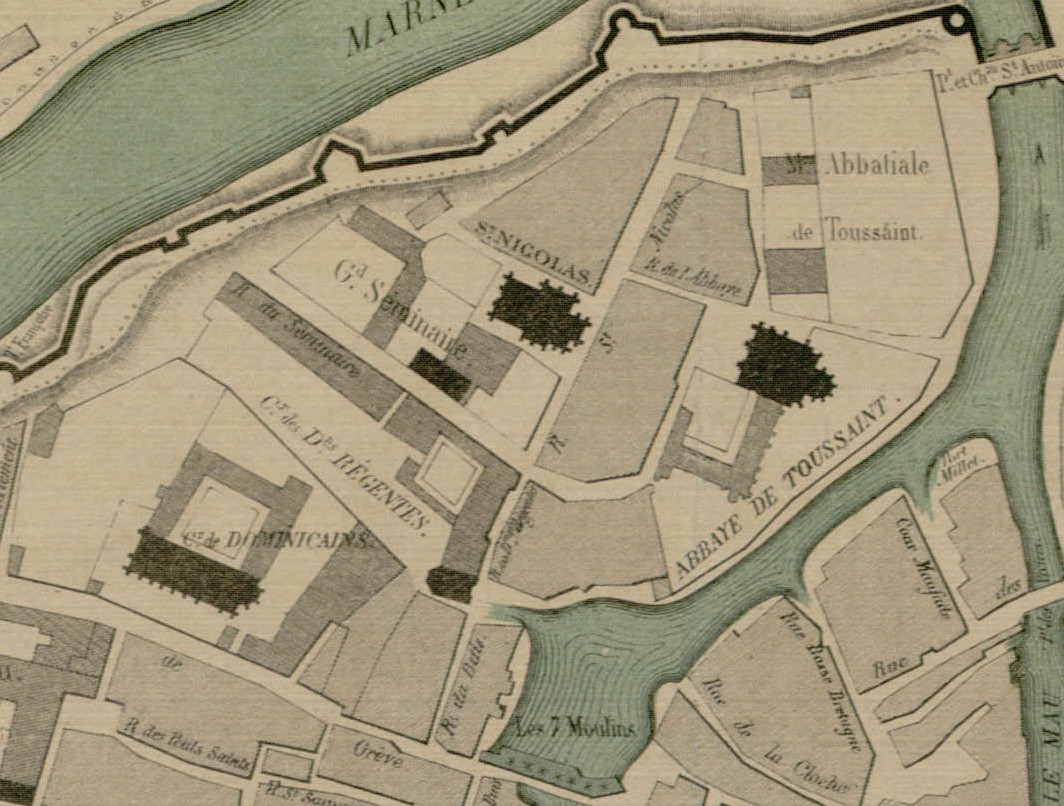
Vue sur une carte du XVIIIe, Bibliothèque Georges-Pompidou.

## Historique

### Abbatiale Saint-Sulpice
Au Ve une église des Saint-Innocents existait en l'île au nord de Châlons, dom Mabillon la cite comme étant ensuite l'église de Saint-Sulpice desservie par les moines de l'ordre de Saint-Benoît. Les possessions de l'abbaye passèrent dans des mains laïques, jusqu'en 860 où le comte Bernard, par charte devant le roi, donne les possessions à l'évêque de Châlons.

### Abbaye de Toussaint

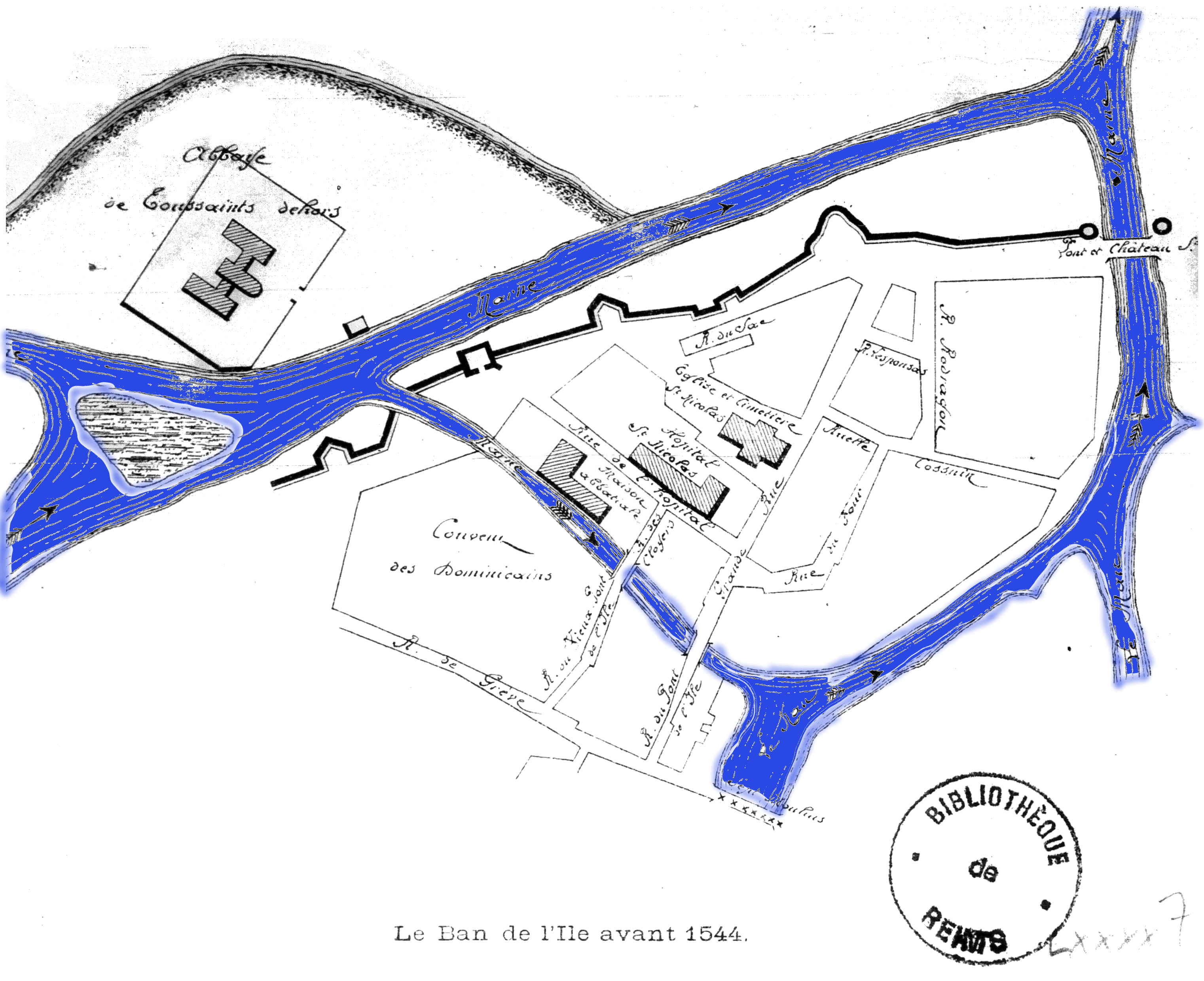
L'abbaye hors les murs.

Roger II, évêque de Châlons, demanda au pape Clément II des privilèges pour la fondation d'une abbaye, Roger y transféra les reliques de saint Lumier, la dota de terres et droits et Baudouin, comte de Flandres, y pourvut aussi. Une nouvelle église fut bâtie. Le premier abbé Rainevard reçut les lettres du pape en 1047. En décembre 1062 la charte du monastère est écrite par le chancelier de l'église cathédrale Hugues et confirmée par les sceaux de l'évêque Roger, l'archidiacre Varin, le doyen Helbert et les chevaliers Roger de Pleurs, Gildin, Guy, des bourgeois de la ville Frédéric et Regnault. L'abbaye pourvoyait en prêtres un certain nombre de paroisses et aux besoins financiers de l'hôpital Saint-Nicolas où œuvraient des sœurs. Les chanoines s'occupèrent d'un hôpital pour les lépreux et les pestiférés, hors les murs mais côtoyant l'abbaye
L'abbaye fut ruinée, incendiée en 1356 et 1359 par le parti anglais, elle se trouvait hors les murs. Des travaux furent entrepris pour la relever mais le régime des commendes laissa l'établissement dans un état proche de l'abandon.

### Sa disparition
L’abbaye, dont les bâtiments actuels  dataient du XVIe siècle, était située sur un territoire qui s’appelait le ban de Toussaints ou le ban de l’île. En effet c'était une île entourée par des bras de la Marne qui fut patiemment relevée.  Le bras sud fut comblé en 1567 pour former la rue Saint-Dominique.
Dans la première cour se trouvait une façade qui devait être celle de l'hôtel Ribault. La première mention de cet hôtel date de 1383 quand il appartenait à Michel Branlart, écuyer et seigneur de Villers-aux-Corneilles.
En 1672 est fondé le couvent des Dames-Régentes ou des Nouvelles catholiques, encore appelé La Doctrine. Il accueillait les dames protestantes converties, les filles débauchées qui recouvraient la vertu et comme établissement d'enseignement, des jeunes filles. La congrégation fut dispersée en 1789, et les bâtiments devinrent une caserne puis en 1790 l'École Royale d'artillerie qui y demeura jusqu'en 1803, quand elle fusionna et fut transférée pour devenir École d'application de l'artillerie et du génie de Metz. À partir de 1806 ils furent affectés aux étudiants des Arts et Métiers.
En 1861 le Département fit l'acquisition des bâtiments pour y établir l’École normale d'instituteurs. Il est depuis 2006 une propriété privée en restructuration afin d'y créer des logements.
Elle est classée aux monuments historiques.

## Architecture
Sont classés :
- La salle d'honneur et les façades et toitures du bâtiment qui la renferment : classement par arrêté du 28 juillet 1936 -
- Les façades et toitures des trois ailes en équerre; aile est (aile de 1876 vers le Nau), aile sud (sur le jardin) et aile ouest (sur la place),
- En intérieur, inscription par arrêté du 31 décembre 2012  le passage central et les deux salles attenantes situées dans l'aile est (aile du XVIe siècle) au sud de la salle capitulaire déjà classée .

## Galerie

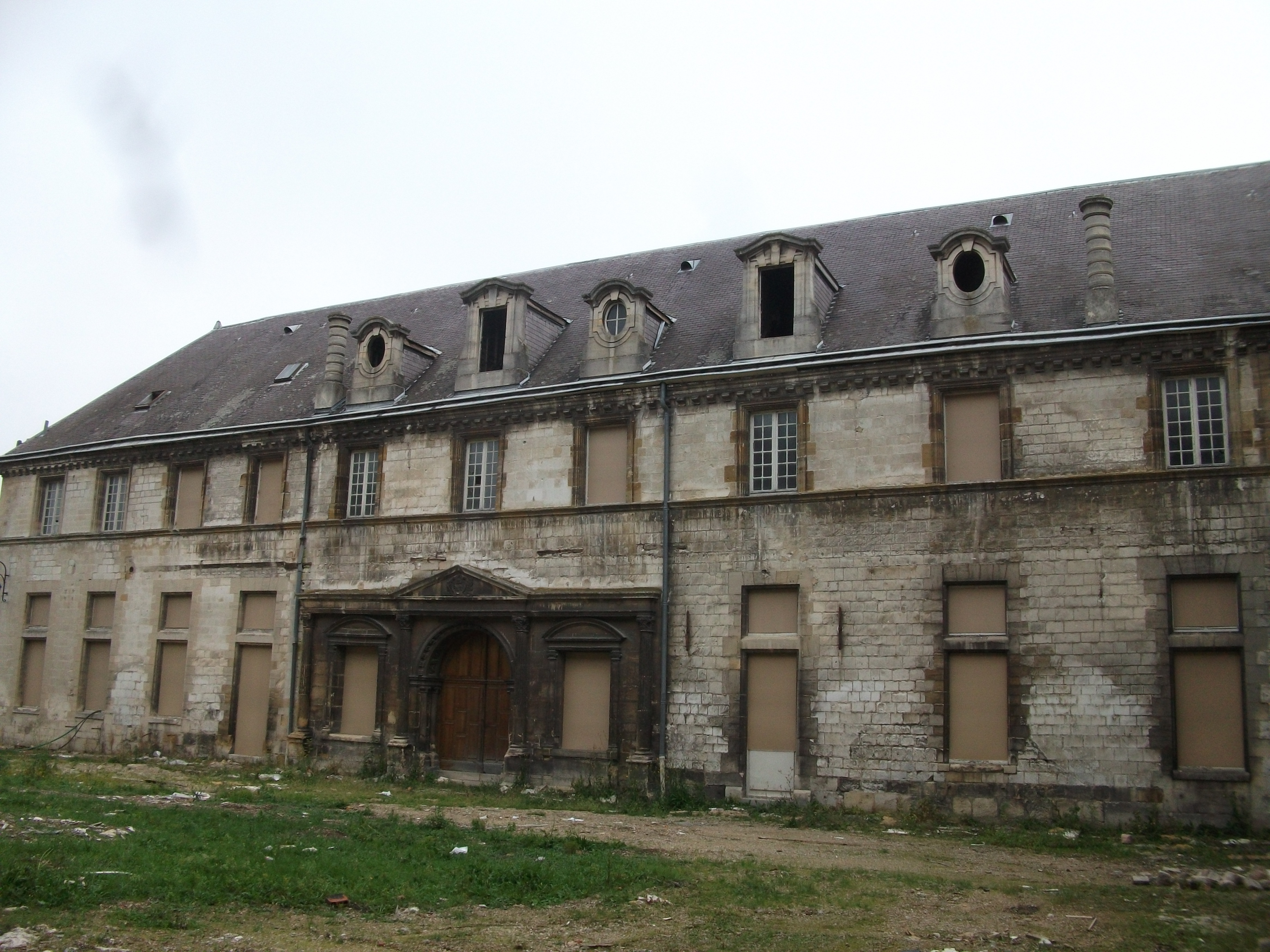
Portail sur cour.
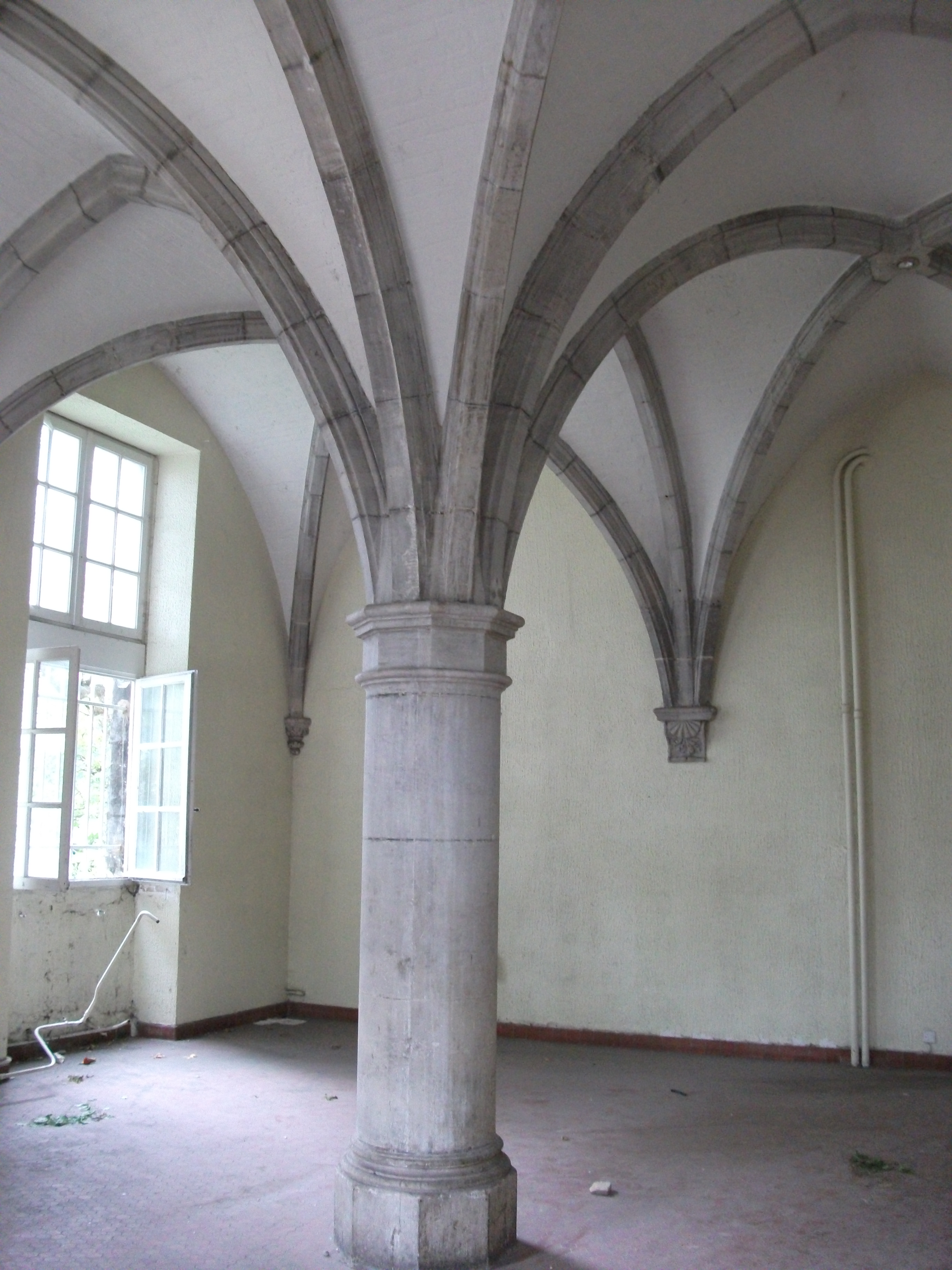
Salle capitulaire.
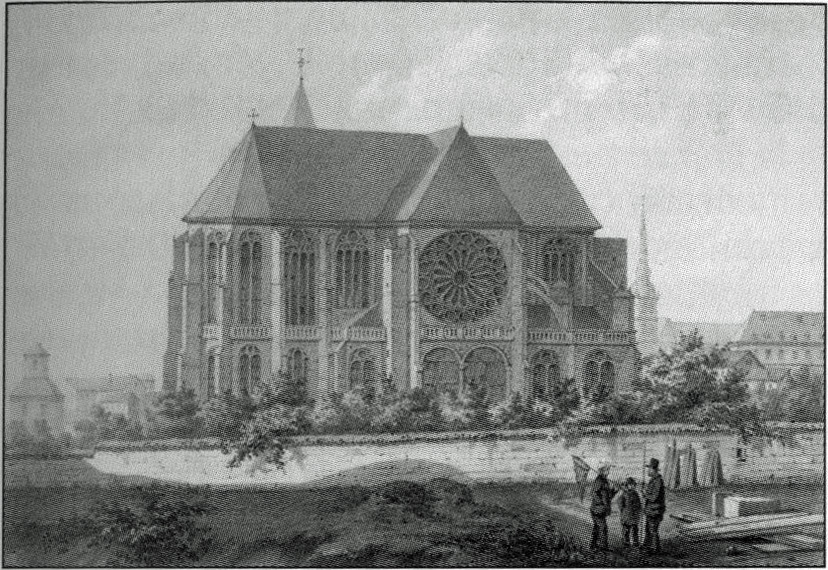
Ancienne chapelle.
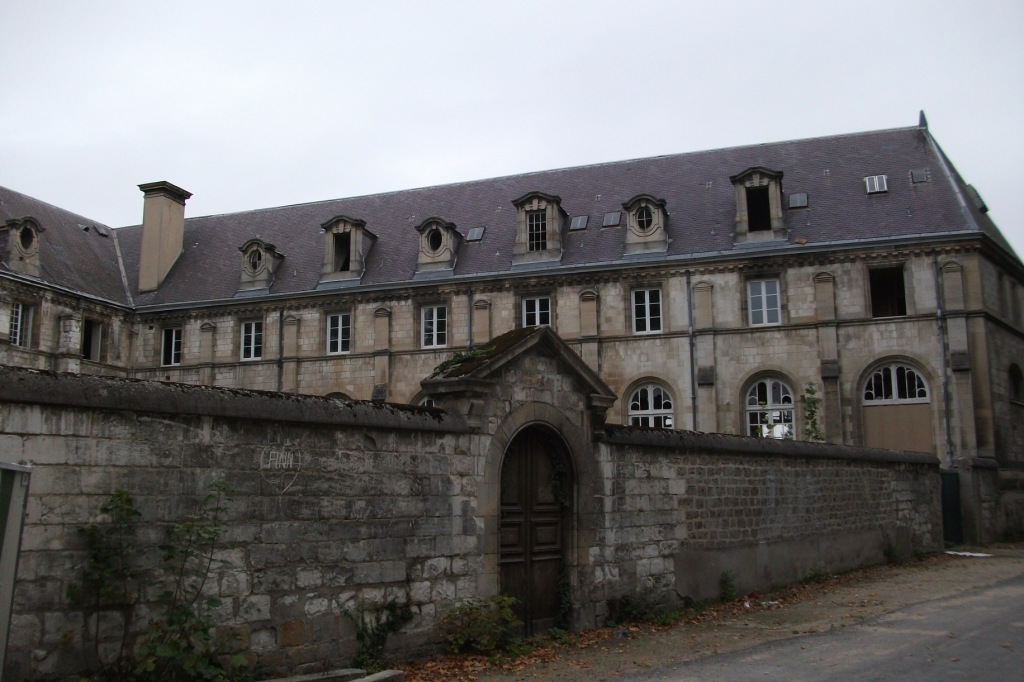
Façade sur le quai.
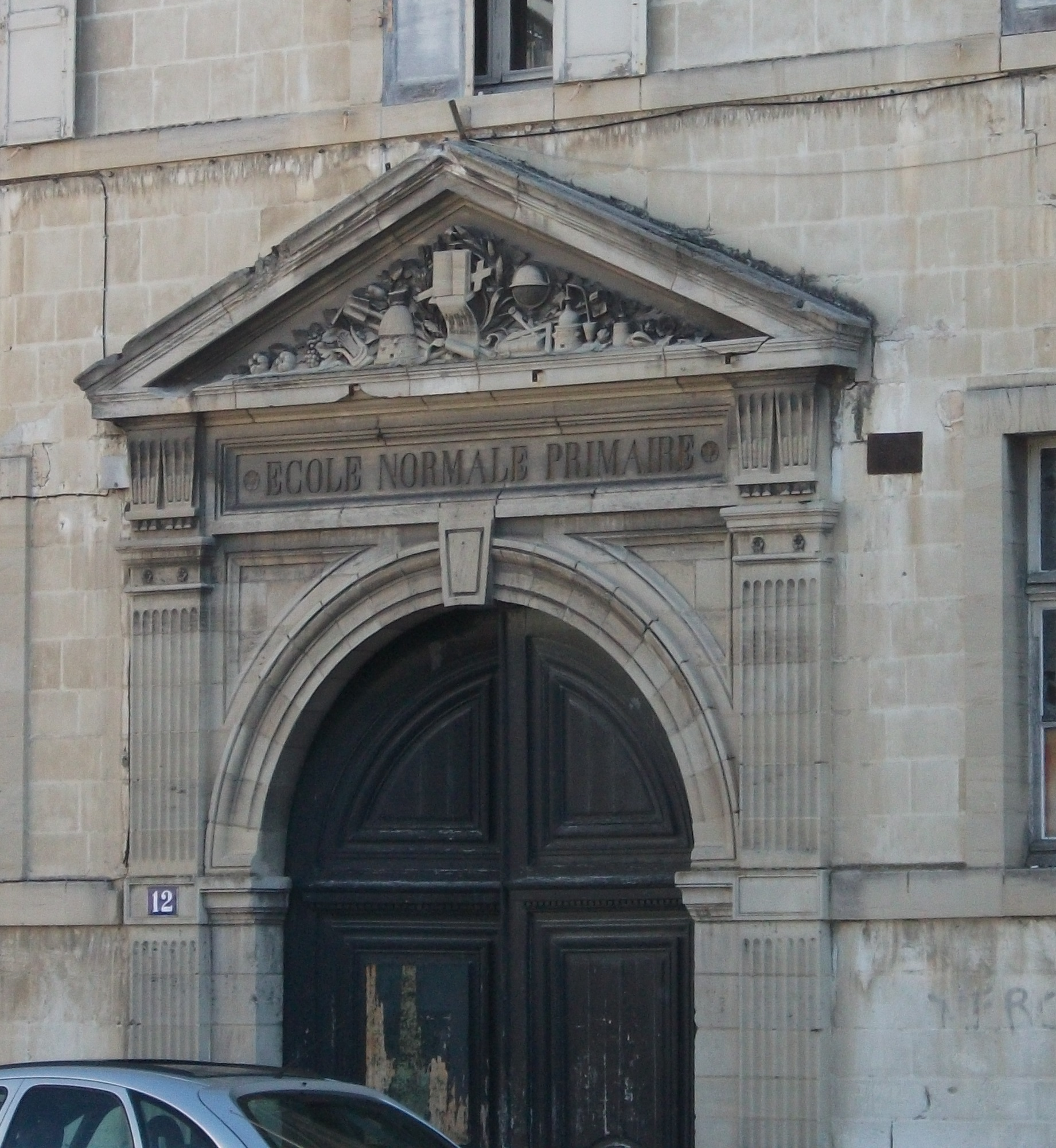
Portail sur la place.

## Abbés et abbés commendataires

### Abbés réguliers
- Création-1065 : Rainevard,
- 1065- : Eudes,
- Ober,
- Eustache,
- Raimbaud,
- Pierre,
- avant 1158- après 1170 : Jacques,
- Hugues,
- Roger,
- Roger Milon,
- Jacques II,
- v. 1230 : Gérard,
- Guillaume,
- Clarin,
- ?-1299 : Pierre Estre,
- Henri,
- Gautier,
- Gilles,
- Pierre d'Ante,
- v. 1359 : Ferry de Beauseys,
- Pierre IV,
- Robert,
- Michel,
- ?-1419 : Guillaume Brau, abbé de vertus,
- 1419-? : Nicolas Demailles aussi abbé de Ste-Marie de Vertus et de Toussaints,
- ?-1461 : Michel Joly aussi abbé de Ste-Marie de Vertus et de Toussaints,
- avant 1477-1483 : Jean de Marmet, aussi nommé Legoix,
- 1483-1521 : Jacques Lambesson, dernier abbé régulier.

### Abbés commendataires
À partir du concordat de Bologne, commence la série des abbés commendataires et seigneurs temporels :
- 1521- 11 mars 1557 : Claude Godet,
- Août 1558 - : Antoine Trusson,
- Louis de Clèves,
- 1601-1609 : Jehan de Clèves, également prieur de Cessy-les-Bois (Nièvre),
- Charles de Gonzague de Clèves,
- Charles Edeline,
- Jacques Lescot évêque de Chartres,
- Arthur Talon, conseiller du Roi,
- Antoine  Talon, chanoine de Paris,
- Joseph Elian, apothicaire,
- 29 juillet 1721-1768 : Toussaint Lemaitre de Paradis,
- 1768-1789 : Jean-François de Chamillard.

## Droit de patronage et dîmes
Le chapitre de l'abbaye a le droit de patronage (présentation à la cure), c'est-à-dire de présentation à l’évêque et de nomination d'un desservant aux églises ou cures (paroisses) où il percevait les grosses dîmes : Ante, Les Aulnois (Pierry), Auve, Bussy-le-Repos, Dampierre-le-Château, Dommartin-sur-Yèvre, Notre-Dame de l'Épine, Faux-sur-Coole, Fèrebrianges, Flavigny, Herpont, Lenharrée, Matougues, Mesnil-sur-Oger, Normée, saint André de Saint-Memmie, Sarry, Sompuis, Songy, La Veuve, Villiers-aux-Corneilles